# Wiener
A Wiener (do alemão Wiener Würstchen), também conhecida como salsicha viena ou salsicha tipo vienense, é um tipo de salsicha originária dos países germânicos. Foi criada pelo alemão Johann Georg Lahner e é comum no mundo todo por ser a típica salsicha do cachorro-quente.
O processo de fabricação da salsicha tipo vienense, embora similar, se difere do preparo de fabricação da tradicional salsicha tipo Frankfurter (Frankfurter Würstel). A salsicha Frankfurter é originalmente feita somente de carne suína, sendo proveniente da região de Frankfurt, do centro da Alemanha, e também é muito utilizada no cachorro-quente. A vienense normalmente é feita a partir de uma mistura de carne suína e bovina.

## História

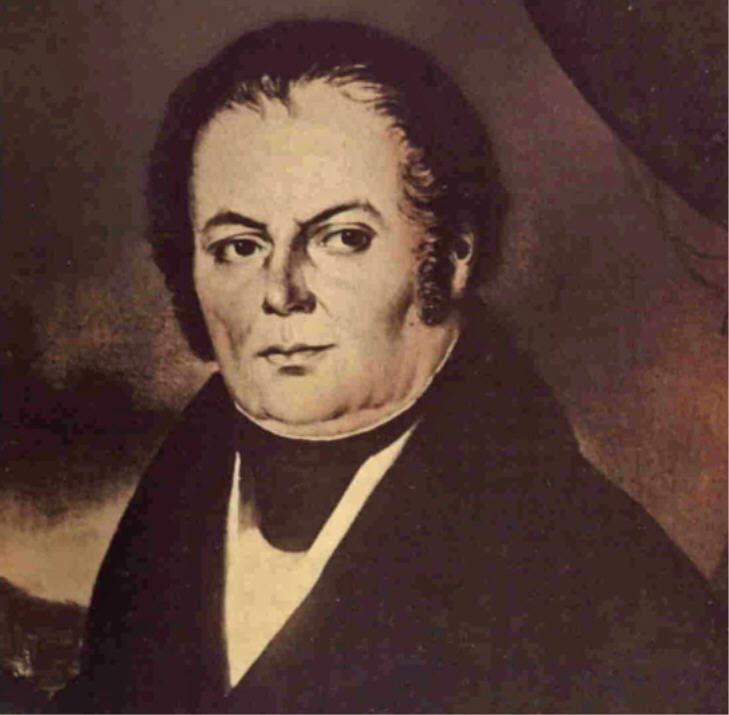
Johann Georg Lahner, açougueiro considerado o inventor da salsicha vienense.

A Wiener foi inventada em 1805 pelo açougueiro alemão Johann Georg Lahner, em Viena. Lahner (Gasseldorf, Ebermannstadt, 13 de agosto de 1772 - Viena, 23 de abril de 1845) havia migrado da localidade de Gasseldorf, em Ebermannstadt, na região da Francônia, no norte do estado da Baviera, na Alemanha, para Viena, na Áustria. Acostumado a oferecer aos seus clientes a salsicha Frankfurter de carne suína, em 1805 resolveu criar e vender pela primeira vez a seus fregueses uma salsicha feita com dois tipos de carne, bovina e suína, envolta em intestino de cordeiro. A invenção passou a ser chamada de Wiener Wurst, ou seja, salsicha vienense.
Em Frankfurt os açougues de carne suína e de carne bovina eram rigorosamente separados, diferentemente de Viena. Provavelmente está é uma das razões pela qual Lahner conseguiu produzir as salsichas vienenses similar ao processo de fabricação da salsicha frankfurter. Em 1840 uma receita para salsichas vienenses, feita em partes iguais de carne de porco magra e gordura, foi encontrada em um livro de Colônia.
No Brasil, a colonização de algumas regiões pelos povos germânicos ajudaram a trazer vários hábitos culinários, entre eles o de preparar e consumir a salsicha tipo vienense. A salsicha ficou conhecida por vina em alguns locais do estado brasileiro do Paraná, principalmente na região de Curitiba. A palavra "vina" é uma equivalência fonética do alemão "Wiener" que significa "vienense" ou proveniente de Viena. Wien significa Viena e Wurst significa salsicha.
A wiener pesa cerca de 50 a 70 gramas e começou a ser comercializada ainda no início do século XIX. Na versão industrializada é adicionado conservantes no processamento da salsicha e a cor laranja da “capa” é resultado de uma solução de urucum, que é um corante natural. Foi criado também a salsicha vienense vegetariana, uma versão sem carnes. Para o consumo as salsichas geralmente são preparadas em água fervente, sendo servidas com molhos (de tomate ou de mostarda), com pães ou ainda com saladas.

## Galeria

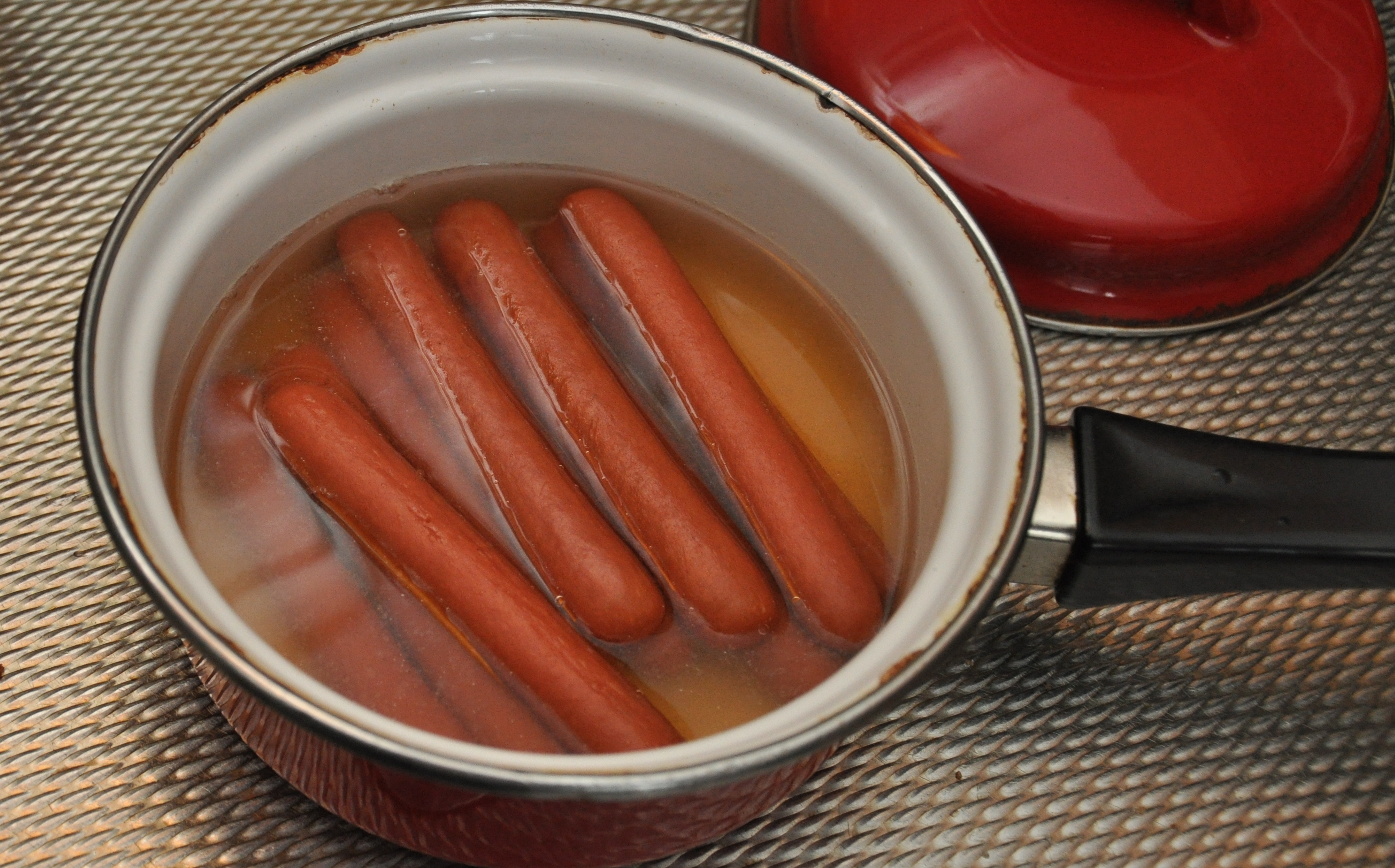
Salsicha tipo vienense sendo preparada em uma panela.
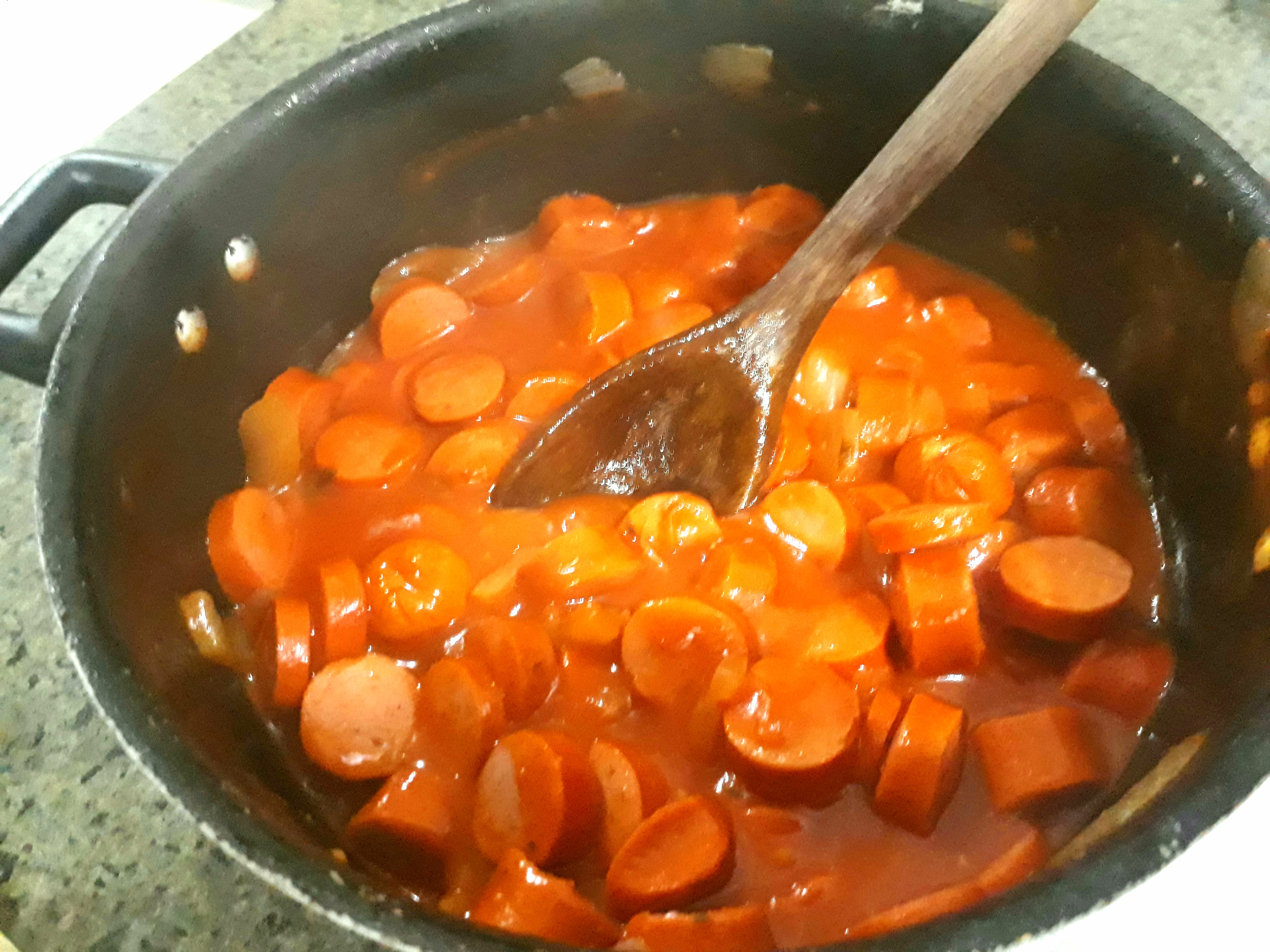
Preparo de salsicha ao molho de tomate com cebola.
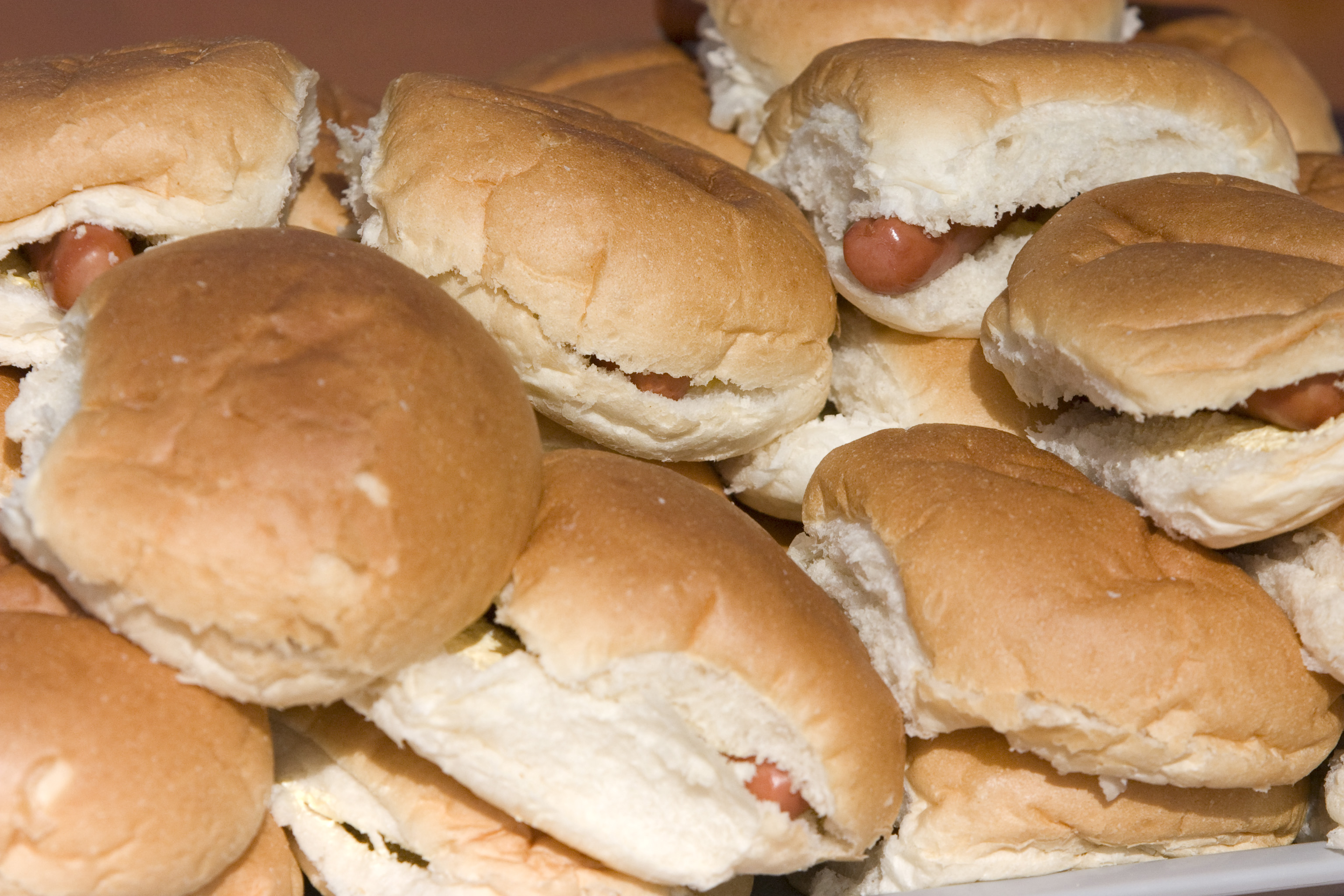
Pães com salsicha tipo vienense para serem consumidos.
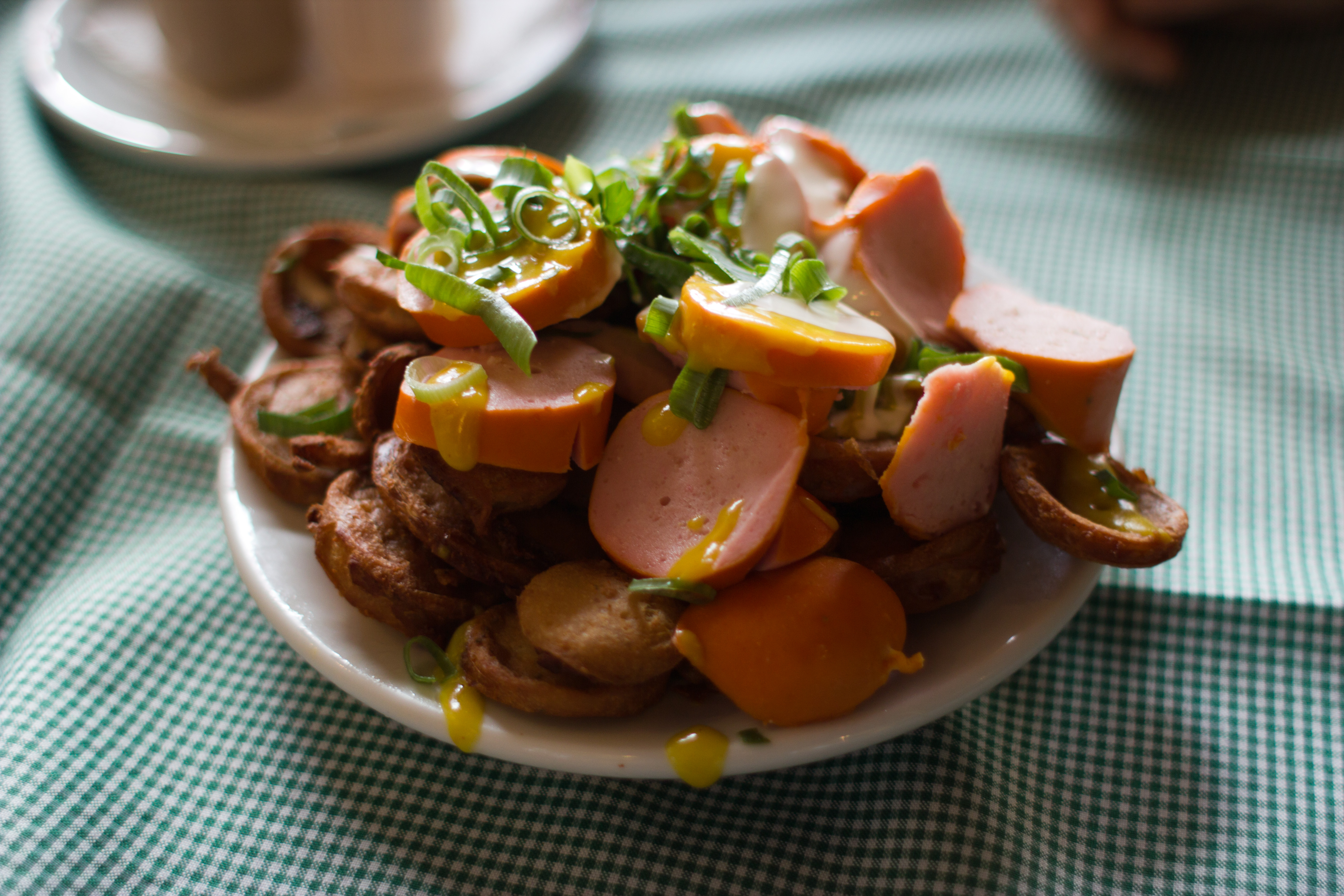
Prato de vina fatiada na cidade de Curitiba.

## Na cultura popular
A banda norte-americana Weezer deriva seu nome de uma junção das palavras Wiener e Wheeze (ofegar).